# 谶纬
谶纬是中国古代谶书和纬书的合称。
谶（現也稱籤）是秦汉间巫师、方士编造的预示吉凶的隐语，後來民間發展在廟宇或道觀裹求神問卜，漸漸地更加簡化為求籤。《說文解字》：讖，驗也。有徵驗之書，河雒所出書曰讖。纬是汉代附会儒家经义衍生出来的一类书，被汉光武帝刘秀之后的人称为“内学”，而原本的经典反被称为“外学”。谶纬之学就是一种政治预言。

## 历史
秦朝時，陈胜、吴广的大泽乡起义就利用谶语制造了“大楚兴，陈胜王”等天啟的預言。
汉朝是谶纬之学最兴盛的时期，是神學與庸俗經學的混合物。儒生喜愛怪力亂神，好談災異、祥瑞，常以自然現象來附會人事的禍福，尤以西漢末年及東漢末年最盛。

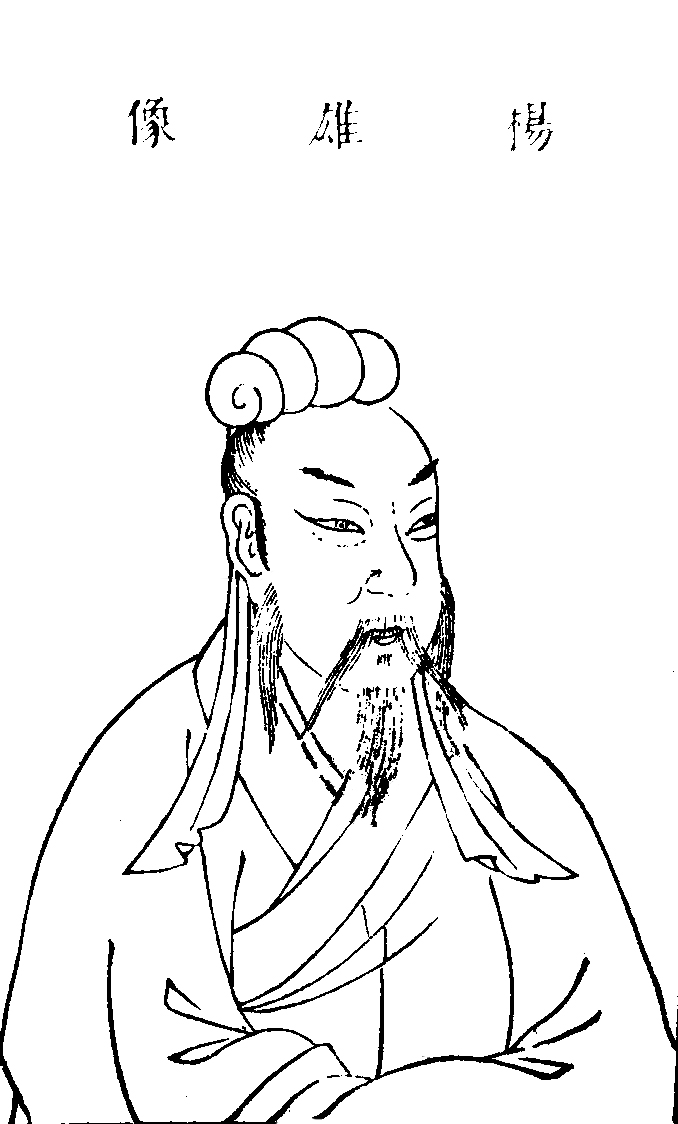
強調如實的認識自然現象的扬雄。

西漢末期盛行讖緯學說，後來成為王莽建立新朝的依據。早在西漢時，儒生就多信奉陰陽家「五德終始」之說，盛言「天運循環，貴賤無常」，相信「漢歷當終，新王將興」。由於社會改革的要求及天運循環的理論相結合，儒生鼓吹禅让、汉昭帝時，眭弘便附會董仲舒之言，認為漢帝應該尋到賢人，禪讓帝位給他，自退位為諸侯王，他將董仲舒半人半神的神學目的論演變為讖緯神學。
汉成帝时，又有齊人甘忠可詐造天官歷、包元太平經十二卷，以言「漢家逢天地之大終，當更受命於天，天帝使真人赤精子，下敎我此道。」甘忠可傳授給重平夏賀良、容丘丁廣世、東郡郭昌等。甘忠可弟子夏賀良等對漢哀帝陈说西漢中衰，當更受命。於是漢哀帝改元太初元將，號曰『陳聖劉太平皇帝』。後預言不靈驗，漢哀帝遂誅殺夏賀良等人。
西漢末年也有人對陰陽家提出質疑，揚雄仿《論語》作《法言》，模仿《易經》作《太玄》，提出以「玄」作為宇宙萬物根源之學說，強調如實的認識自然現象，並認為「有生者必有死，有始者必有終」，駁斥了方士的學說。他主張要回復儒學五經的本來面目，為東漢注重文字本身的真實性的訓詁學開啟了先河。
讖緯學說到新莽時達到高峰，王莽崇尚古制，也利用讖緯學說以取得帝位。他假借符命、祥瑞，偽造禪讓的根據，如製作了「告安漢公莽為皇帝」的石碑、「金匱神嬗」書言王莽為真天子等讖緯。新莽的覆滅代表儒學家復古思想的破滅，也使漢儒變法禪讓的政治理論至此消失，漸變帝王萬世一統的思想。先秦學術注重矯正社會的病態，建立大同世界。由於王莽新政的失敗，說明以古代禮法改革的方式不通。魏晉以後，思潮不向整體利益求答案，轉為尋求人性及生存的意義，玄學及佛學遂取代先秦諸子的思想地位
新莽之后的汉光武帝也利用《赤伏符》即位。之后，在中元元年（56年）宣布图谶于天下，使之合法化。建初四年（79年），汉章帝还主持召开了一次全国经学讨论会，即白虎观会议，会议纪录由班固整理成《白虎通德论》，以法令形式将谶纬之学定形，和正统经书具有同等地位。
魏晋以后，随着玄学的兴起，对儒家传统经学有了全新的解释，于是宣扬宿命论的谶纬之书渐遭毁禁；至北宋欧阳修〈论删去九经正义中谶纬札子〉后，谶纬学说更是式微，其书籍文献多散佚不传。

## 主要内容
谶纬之学的内容很庞杂，其内容比如：
- 天人感应，星象预测吉凶（参看占星学）
- 報應說，人的善恶能够影响到人的寿命
- 昆仑山是神仙所在之地，西王母则是指引修行的神仙
- 黄帝是北斗之神
- 孔子是“黑龙”之种

## 緯書
玆据日本學者安居香山、中村璋八所辑《纬书集成》列出一些主要的緯書：

### 易
易纬乾凿度、易纬乾坤凿度、易纬稽览图、易纬辨终备、易纬通卦验、易纬乾元序制记、易纬是类谋、易纬坤灵图、易纬中孚传、易纬天人应、易纬通统图、易纬运期、易纬内传、易纬萌气枢、易纬内篇、易纬太初篇、易纬九戹谶、易纬礼观书、易纬记、易纬纪表、易纬決象、易纬统通卦验玄图、易纬河图数等易纬（其他書名不詳者）。

### 尚书
《尚书大传》、尚书考灵曜、尚书帝命验、尚书璇玑钤、尚书刑德放、尚书运期授、尚书帝验期、尚书洪范记、尚书中候（尚书中候握河纪、尚书中候我应、尚书中候考河命、尚书中候雒予命、尚书中候雒师谋、尚书中候摘雒戒、尚书中候仪明、尚书中候敕省图、尚书中候稷起、尚书中候凖谶哲、尚书中候合符后、尚书中候运衡、尚书中候契握、尚书中候苗兴、尚书中候赤雀命、尚书中候日角、尚书中候霸免、尚书中候顗期、尚书中候亶甫、尚书中候杂篇）等。

### 诗
诗含神雾、诗推度灾、诗泛历枢等诗纬（其他書名不詳者）。

### 禮
礼含文嘉、礼稽命徵、礼斗威仪等礼纬（其他書名不詳者）。

### 樂
乐动声仪、乐稽耀嘉、乐叶图徵等乐纬（其他書名不詳者）。

### 春秋
春秋演孔图、春秋元命苞、春秋文曜钩、春秋运斗枢、春秋感精符、春秋合诚图、春秋考异邮、春秋保乾图、春秋汉含孳、春秋佐助期、春秋握诚图、春秋潜潭巴、春秋说题辞、春秋命历序、春秋内事、春秋錄图、春秋錄运法、春秋孔錄法、春秋璇玑枢、春秋揆命篇、春秋河图揆命篇、春秋玉版谶、春秋瑞应传、春秋感应图、春秋考灵曜、春秋圣洽符、春秋甄燿度、春秋纬、春秋图等。

### 孝经
孝经援神契、孝经中契、孝经左契、孝经右契、孝经钩命決、孝经内事、孝经内事图、孝经河图、孝经中黄谶、孝经威嬉拒、孝经古祕、孝经雌雄图、孝经雌雄图三光占、孝经章句、孝经纬等。

### 论语
论语比考、论语譔考、论语摘辅象、论语摘衰圣、论语素王受命谶、论语崇爵谶、论语纠滑谶、论语阴嬉谶、论语谶等。

### 河图
河图括地象、河图始开图、河图挺佐辅、河图稽耀钩、河图帝览嬉、河图握炬记、河图玉版、龙鱼河图、河图合古篇、河图令占篇、河图赤伏符、河图闿苞受、河图叶光纪、河图龙文、河图錄运法、河图帝通纪、河图真纪钩、河图龙帝纪、河图龙表、河图考钩、河图秘徵、河图说徵、河图说徵祥、河图说徵示、河图会昌符、河图稽命徵、河图揆命篇、河图要元篇、河图天灵、河图提刘篇、河图绛象、图纬绛象、河图著明、河图皇持参、河图帝视萌、河图灵武帝篇、河图玉英、河图稽纪钩、河图考灵曜、河图纪命符、河图圣洽符、河图表纪等。

### 洛书
洛书灵準听、洛书甄曜度、洛书摘六辟、洛书宝号命、洛书说禾、洛书錄运法、洛书錄运期、孔子河洛谶、洛书雒罪级、洛书纪、洛图三光占、洛书说徵示、洛书兵钤势、洛书斗中图等。

## 研究書目
- 安居香山 著，田人隆 譯：《緯書與中國神秘思想》（石家莊：河北人民出版社，1991）
- Tiqiana Lippiello：〈讖緯的不明起源和發展：從方士的傳統到漢代正統文化（页面存档备份，存于）〉。
- 吉川忠夫：〈蜀地的讖緯學傳統〉。
- 楠山春樹 著，洪春音 譯：〈《毛詩正義》所引用的緯書（页面存档备份，存于）〉
- 孙英刚：〈神文时代：中古知识、信仰与政治世界之关联性（页面存档备份，存于）〉。

## 延伸阅读
[在维基数据编辑]
 《欽定古今圖書集成·理學彙編·經籍典·讖緯部》，出自陈梦雷《古今圖書集成》